# Commission nationale d'inscription et de discipline des administrateurs judiciaires et des mandataires judiciaires
La Commission Nationale d'Inscription et de Discipline des administrateurs judiciaires et des mandataires judiciaires (CNID) a été instituée par décret du 6 février 2016.
Le décret qui institue cette commission a été pris pour permettre l'application de l'ordonnance no 2015-1287 du 15 octobre 2015 portant fusion des 2 anciennes commissions nationales d'inscription et de discipline des administrateurs judiciaires d'une part, et des mandataires judiciaires d'autre part. 
Il intègre dans la partie réglementaire du code de commerce les coordinations réglementaires qui découlent de la fusion de la Commission nationale d'inscription et de discipline des administrateurs judiciaires et de la Commission nationale d'inscription et de discipline des mandataires judiciaires opérée par l'ordonnance no 2015-1287 du 15 octobre 2015. 
Il adapte en outre les règles de quorum applicable à cette commission unique et modifie les dispositions relatives à la prise en charge financière des frais engagés par ses membres ainsi que celles relatives aux modalités de notification au garde des Sceaux de ses décisions afin de faciliter son fonctionnement.

## Désignation des membres
Aux termes de l'article L.814-1 du Code de commerce, il est institué une Commission nationale d'inscription et de discipline qui comprend :
1. Un conseiller à la Cour de cassation, président de la commission, désigné par le premier président de la Cour de cassation ;
2. Un membre du Conseil d'État désigné par le vice-président du Conseil d'État ;
3. Un membre de la Cour des comptes désigné par le premier président de la Cour des comptes ;
4. Un membre de l'inspection générale des finances désigné par le ministre chargé de l'économie ;
5. Deux magistrats du siège de l'ordre judiciaire, désignés par le premier président de la Cour de cassation ;
6. Un membre d'une juridiction commerciale du premier degré désigné par le premier président de la Cour de cassation ;
7. Deux personnalités qualifiées en matière juridique, économique ou sociale et deux professeurs ou maîtres de conférences de droit, de sciences économiques ou de gestion, désignés par le ministre de la justice.

Deux magistrats du parquet et un suppléant sont désignés pour exercer les fonctions de commissaire du Gouvernement auprès de la commission et assurer notamment l'instruction des demandes d'inscription.

### Mode de scrutin
Les décisions sont prises à la majorité des voix.
En cas d'égalité des voix, celle du président est prépondérante.

### Composition spéciale
Lorsqu'elle est saisie en application de l'article L. 811-6 ou de l'article L. 812-4 ou lorsqu'elle siège en chambre de discipline, la commission comprend en outre trois administrateurs judiciaires ou trois mandataires judiciaires inscrits sur la liste, exerçant la même profession que la personne concernée et élus par leurs pairs dans des conditions déterminées par décret en Conseil d'État.
Lorsqu'elle siège comme chambre de discipline à l'encontre d'une personne désignée dans les conditions prévues au III de l'article L. 812-2, elle comprend en outre trois huissiers de justice ou trois commissaires-priseurs judiciaires selon le statut de l'intéressé, désignés par leurs pairs dans des conditions déterminées par décret en Conseil d'État.

### Durée du mandat
Les membres de la commission et les suppléants sont désignés pour un mandat de trois ans renouvelable.

### Vacance
En cas de vacance d'un siège, pour quelque cause que ce soit, il est procédé à la nomination, dans les conditions prévues au présent article, d'un nouveau membre pour la durée du mandat restant à courir.

### Frais de fonctionnement
Les frais de fonctionnement de la commission sont à la charge de l'État.

### Suppléance
Un suppléant est désigné pour chaque membre de la commission, à l'exception du président, qui dispose de deux suppléants, et des deux membres mentionnés au 5° pour lesquels un seul suppléant est désigné. Les suppléants sont désignés dans les mêmes conditions que les titulaires.

## Sanctions
Selon l'article L.814-10-1 du Code de commerce, la Commission nationale d'inscription et de discipline des administrateurs judiciaires et des mandataires judiciaires peut prononcer les peines disciplinaires suivantes :
1. L'avertissement ;
2. Le blâme ;
3. L'interdiction temporaire d'exercer toutes missions confiées en application du III de l'article L. 812-2 pour une durée n'excédant pas cinq ans, cette interdiction temporaire pouvant être assortie du sursis ;
4. L'interdiction définitive d'exercer toutes missions confiées en application du III de l'article L. 812-2.

## Composition actuelle
Par arrêté du garde des Sceaux en date du 20 juin 2019, ces membres ont été désignés en application des dispositions de l'article L.814-1 du code de commerce. Les premiers membres avaient été désignés par arrêté du garde des Sceaux du 4 juin 2015.
Les deux commissaires du gouvernement ont été désignés par arrêté du garde des Sceaux en date du 2 juillet 2018.

## Indemnités
Une indemnité forfaitaire est allouée par séance au président titulaire (ou à son suppléant). Elle est fixée à 300 euros par séance, dans la limite d'un plafond annuel de 3 000 euros.
Une indemnité forfaitaire est allouée par séance à chaque membre titulaire (ou suppléant présent). Elle est fixée à 80 euros lorsqu'il ne rapporte pas de dossiers (dans la limite d'un plafond annuel de 800 euros), et à 100 euros (dans la limite d'un plafond annuel de 1 000 euros) lorsqu'il rapporte au moins un dossier.

## Recours suspensif
Les recours contre les décisions de la commission, tant en matière d'inscription ou de retrait que de discipline, sont portés devant la cour d'appel de Paris.
Ces recours ont un caractère suspensif.